# Munitiecomplex De 1800 Roeden

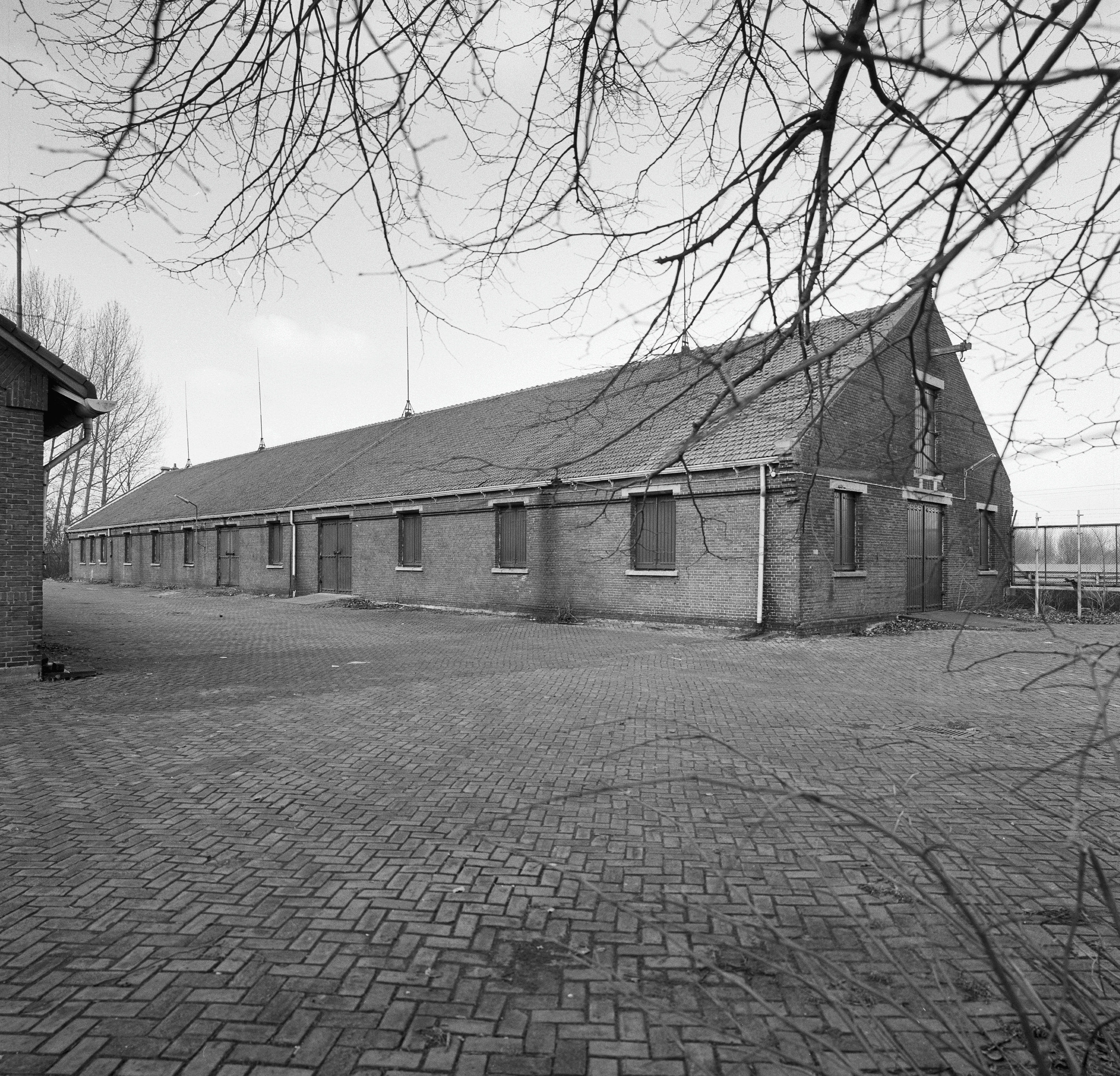
Munitiecomplex De 1800 Roeden, Gebouw A.

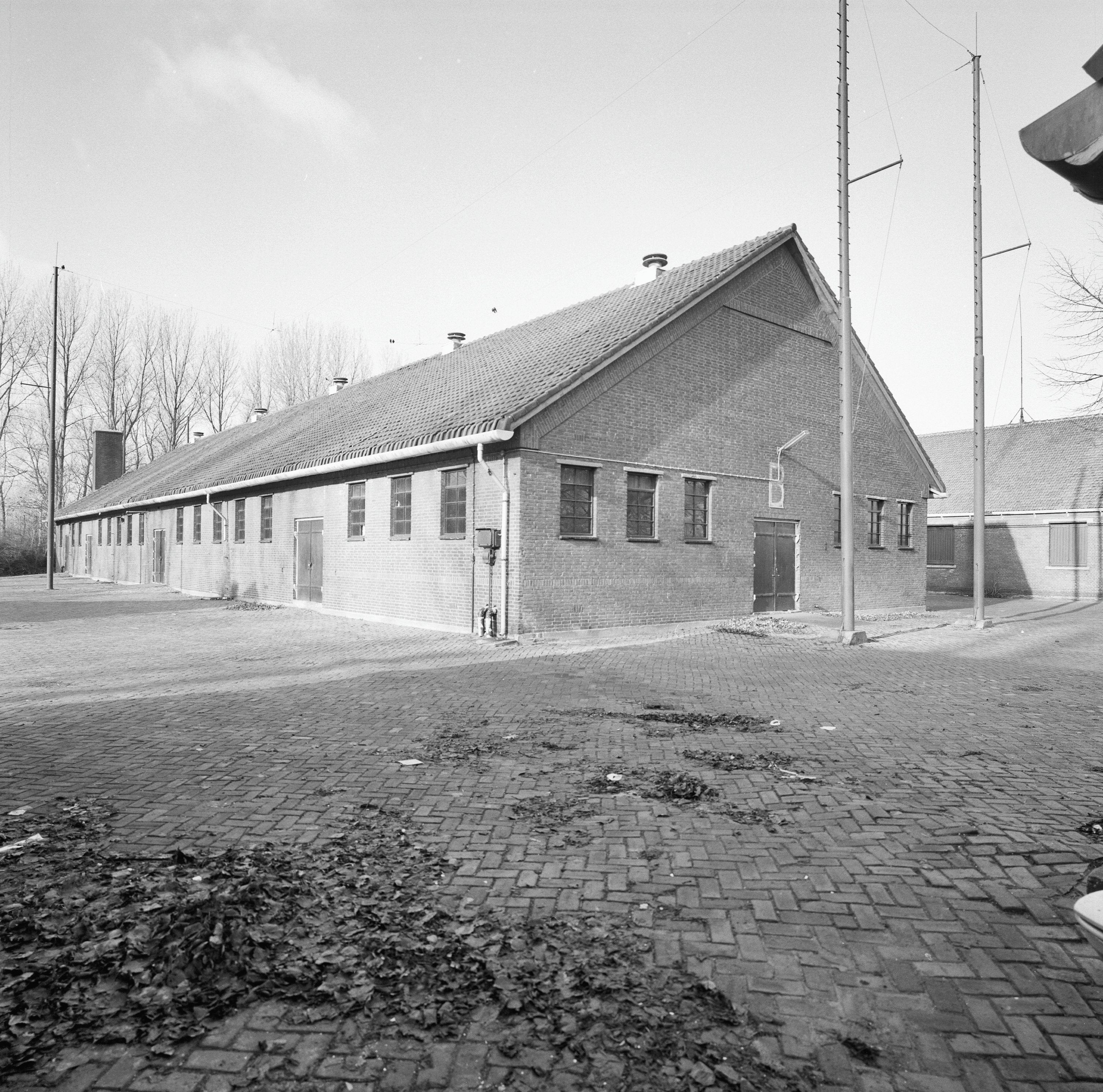
Munitiecomplex De 1800 Roeden, Gebouw B.

Het Munitiecomplex De 1800 Roeden aan de Haarlemmerweg 711 in Amsterdam Nieuw-West, werd gebouwd tussen 1870 en 1910 als onderdeel van de Stelling van Amsterdam. Deze stelling lag weliswaar in een ring op ruime afstand van de stad, maar ook in het gebied daarbinnen waren ondersteunende voorzieningen aanwezig. Een daarvan was de munitieopslagplaats langs de Haarlemmerweg, in de gemeente Sloten, tussen Geuzenveld en Halfweg.
Doel van het complex was: 'Oplegging van munitie en explosieven voor de Sector Sloten'. Na de Tweede Wereldoorlog was het een opslagplaats voor de Artillerie-Inrichtingen (gevestigd bij de Hembrug).
De bouw van het kruitmagazijn begon in 1870. Het ontwerp was gelijk aan dat van het kruitmagazijn bij Spaarnwoude. Het complex bestaat uit twee lange en drie korte bakstenen loodsen voor opslag en een laboratorium. Het complex van zes bakstenen gebouwen A t/m F en was in gebruik tot 1984.
In 1996 werd het in gebruik genomen door kunstenaars. Tegenwoordig is er een kunstenaarskolonie gevestigd met de naam het 'Kruithuis'. In 1998 werd het gebouw op de Rijksmonumentenlijst geplaatst. Op 13 november 1999 verbrandde het dak van gebouw A. Inmiddels is dit in de oorspronkelijke staat hersteld.

## Afstand tot de Haarlemmerpoort
In de dakpannen van de noordelijke loods, langs de weg, staat de tekst '1800 Roeden'. Vanuit de Haarlemmerweg is dit te zien. De naam '1800 Roeden' is gebaseerd op de afstand tot de Haarlemmerpoort, tot 1870 de westelijke begrenzing van Amsterdam. Vanaf deze poort liep sinds 1632 de trekvaart naar Haarlem, met daarlangs een jaagpad. In 1767 werd dit zandpad van bestrating voorzien, dit werd de tegenwoordige Haarlemmerweg. Bouwwerken langs deze weg kregen een aanduiding met de afstand buiten de stad. Een Rijnlandse roede kwam overeen met 3,767 meter. De 1800 Roeden bevindt zich dus 6.780 meter, ofwel bijna zeven kilometer, ten westen van de Haarlemmerpoort. Andere bouwwerken met een Roede-naam waren de Hofstede Geuzenveld, ofwel de 1300 Roe, de molens de 1200 Roe (nog aanwezig) en de 1100 Roe (nu bij Sportpark Ookmeer), de ook nog bestaande korenmolen de 400 Roe, ofwel de Bloem, nabij begraafplaats Vredenhof en station d'Eenhonderd Roe.